# Criticonoma crassa
Criticonoma crassa är en fjärilsart som beskrevs av László Anthony Gozmány och Lajos Vári. Criticonoma crassa ingår i släktet Criticonoma och familjen äkta malar. Inga underarter finns listade i Catalogue of Life.